# Lithocarpus confragosus
Lithocarpus confragosus là một loài thực vật có hoa trong họ Cử. Loài này được (King ex Hook.f.) A.Camus mô tả khoa học đầu tiên năm 1931.